# Санкуэн
Санкуэ́н (фр. Sancoins) — коммуна во Франции, находится в регионе Центр. Департамент — Шер. Главный город кантона Санкуэн. Округ коммуны — Сент-Аман-Монтрон.
Код INSEE коммуны — 18242.

## География
Коммуна расположена приблизительно в 230 км к югу от Парижа, в 145 км юго-восточнее Орлеана, в 50 км к юго-востоку от Буржа.
По территории коммуны проходит канал Берри и протекает река Обуа.

## Население
| Год  | Численность | Численность |
| ---- | ----------- | ----------- |
| 1968 | 3502        | [ 7 ]       |
| 1975 | 3556        | [ 7 ]       |
| 1982 | 3667        | [ 7 ]       |
| 1990 | 3634        | [ 7 ]       |
| 1999 | 3562        | [ 7 ]       |
| 2006 | 3240        | [ 7 ]       |
| 2011 | 3301        | [ 7 ]       |
| 2013 | 3202        |             |
| 2015 | 3107        | [ 8 ]       |
| 2016 | 3142        | [ 9 ]       |
| 2017 | 3080        | [ 10 ]      |
| 2018 | 3025        | [ 11 ]      |
| 2019 | 2984        | [ 12 ]      |
| 2020 | 2943        | [ 13 ]      |
| 2021 | 2930        | [ 14 ]      |
| 2022 | 2941        | [ 4 ]       |

## Администрация
| Период        | Период       | Фамилия        | Партия                    | Примечания                   |
| ------------- | ------------ | -------------- | ------------------------- | ---------------------------- |
| 1971          | 1989         | Пьер Кальди    | Разные правые             |                              |
| 1989          | 1995         | Жан Сандрен    |                           |                              |
| 1995          | 2001         | Пьер Кальди    | Разные правые             |                              |
| 2001          | 2012         | Реймон Журден  | Союз за народное движение |                              |
| сентябрь 2012 | октябрь 2012 | Жан-Клод Перро |                           | исполняющий обязанности мэра |
| 2012          | 2014         | Пьер Гиблен    | Социалистическая партия   |                              |

## Экономика
В 2007 году среди 1772 человек в трудоспособном возрасте (15-64 лет) 1227 были экономически активными, 545 — неактивными (показатель активности — 69,2 %, в 1999 году было 66,4 %). Из 1227 активных работали 1041 человек (574 мужчины и 467 женщин), безработных было 186 (91 мужчина и 95 женщин). Среди 545 неактивных 113 человек были учениками или студентами, 191 — пенсионерами, 241 были неактивными по другим причинам.

## Достопримечательности
- Башня «Жанна д’Арк» (XVI век). Исторический памятник с 1928 года[16]
- Руины донжона Жуи[фр.] (XIV век). Исторический памятник с 1926 года[17]
- Церковь Сен-Мартен (XIX век)
- Музей и центр искусств Жана Бафье